# Derhaci
Derhaci (în ucraineană Дергачі) este un oraș în partea de est a Ucrainei, în regiunea Harkov.